# Anomis iobapta
Anomis iobapta is een vlinder uit de familie spinneruilen (Erebidae). De wetenschappelijke naam is voor het eerst geldig gepubliceerd in 1927 door Prout A. E..
De soort komt voor in tropisch Afrika.